# Szczegło
Szczegło – dawna wieś w Polsce, obecnie część wsi Truskolasy położonej w województwie świętokrzyskim, powiecie opatowskim, gminie Sadowie.

## Historia
Miejscowość notowana od XIV wieku pod różnymi nazwami: 1351 Sczigel, 1400 Sczegla, 1465-7 Czegel, Czegil, Zegil, 1470-80 Sczegel, 1477 Sczegyel, 1510 Sczegÿel, 1529 Sczegel, 1530 Sczeglo, 1531 Sczygel, 1532 Sczegÿel, 1564-5 Sczygyel, 1578n. Sczegiel, Szczegiel, 1685n. Sczegel, 1766 Szczegel, 1780n. Szczegło, 1827 Szczegło i Szczegłów.
Powstała prawdopodobnie pomiędzy 1328 a 1351 r. w wyniku działalności kolonizacyjnej mnichów. W 1351 roku Kazimierz Wielki przeniósł imiennie wyliczone posiadłości klasztoru na Świętym Krzyżu, w tym Szczegło i Worowice, na prawo średzkie. W tamtym czasie miejscowość była położona na skraju lasów porastających Pasmo Jeleniowskie oraz na styku pierwotnej granicy dóbr benedyktynów Łysogórskich i biskupów lubuskich.
W połowie XV w. Szczegło łącznie z Truskolasami należało do parafii Momina; miejscowości były w części własnością biskupa lubuskiego, który miał karczmę płacącą 1 seksagenę; dziesięcina należała do biskupa krakowskiego. Były tam wówczas 2 karczmy z rolą należące do klasztoru świętokrzyskiego i płaciły czynsz w wysokości 2½ grzywny i 4 groszy. W latach 1470–1480 wieś była połączona z Truskolasami.
Na początku XVI wieku Szczegło było jedną z osad należących do stołu opata z tzw. klucza wierzbątowickiego, obejmującego ponadto wsie Wierzbątowice, Janowice, Pełkę, Jeżów oraz część Kraszkowa, Worowic i Milejowic.
W 1578 roku wójtostwo Sztemberkowe miało tu 2 osadników, 6 zagrodników z rolą, 1 komornika, 1 biednego, 2 rzemieślników.
W 1580 roku opat Tomasz Polanowski ustanowił dzierżawcami Szczegła i Worowic Borzywoja Podlodowskiego, dziedzica Ruszkowa i Podlodowa oraz jego syna Sebastiana. W roku 1594 dzierżawa przeszła na Jana Mielkowskiego oraz jego synów Krzysztofa i Jana.
W 1775 roku wójtostwo Szczegło otrzymują od opata Niegolewskiego Maciej i Petronela Brodniccy.
W roku 1780 Szczegło wraz z folwarkiem Wierzbątowice oraz wsiami Janowice, Jeżów, Kraszków i Milejowice należało do klucza wierzbątowickiego dóbr stołu opata klaustralnego.
Spis z 1787 roku podaje, że wieś liczyła wówczas 22 mieszkańców.
Miejscowość wzmiankowana w dokumentach benedyktynów ze Świętego Krzyża do 1819 roku.
Pod koniec XIX w. Szczegło to kolonia, folwark i osada włościańska w powiecie opatowskim, gminie Modliborzyce, parafii Momina. W osadzie był wówczas 1 dom, 9 mieszkańców i 37 mórg ziemi; w kolonii 16 domów, 60 mieszkańców i 115 mórg dworskich; w folwarku 2 domy, 5 mieszkańców i 58 mórg ziemi.
Ze Szczegła pochodzili dwaj studenci Uniwersytetu Krakowskiego: Mirosław, syn Wojciecha (r. 1400) i Mikołaj, syn Filipa (r. 1477).